# کلوورلی (مریلند)
کلوورلی (به انگلیسی: Cloverly) شهری در ایالت مریلند کشور ایالات متحده آمریکا است که جمعیت آن در سرشماری سال ۲۰۱۰ میلادی، ۱۵٬۱۲۶ نفر بوده‌است.